# ラーゲ (リッペ)
ラーゲ（ドイツ語: Lage,  [ˈlaːgə]）は、ドイツ連邦共和国ノルトライン＝ヴェストファーレン州デトモルト行政管区リッペ郡に属す市である。リッペ地方における交通の分岐点にあたる。「ツィーゲルシュタット」（レンガの街）、「ツッカーシュタット」（砂糖の街）、「シュタット・デス・シュポルツ」（スポーツの街）として知られる。

## 地理

### 位置
ラーゲは、デトモルトの北西約 9 km にある。オストヴェストファーレン＝リッペ地方ヴェレ川の谷に位置し、トイトブルクの森からも近い。トイトブルクの森/エッゲ山地自然公園内に位置するヘルステ地区は州指定のルフトクアオルト（空気の清浄な保養地）である。

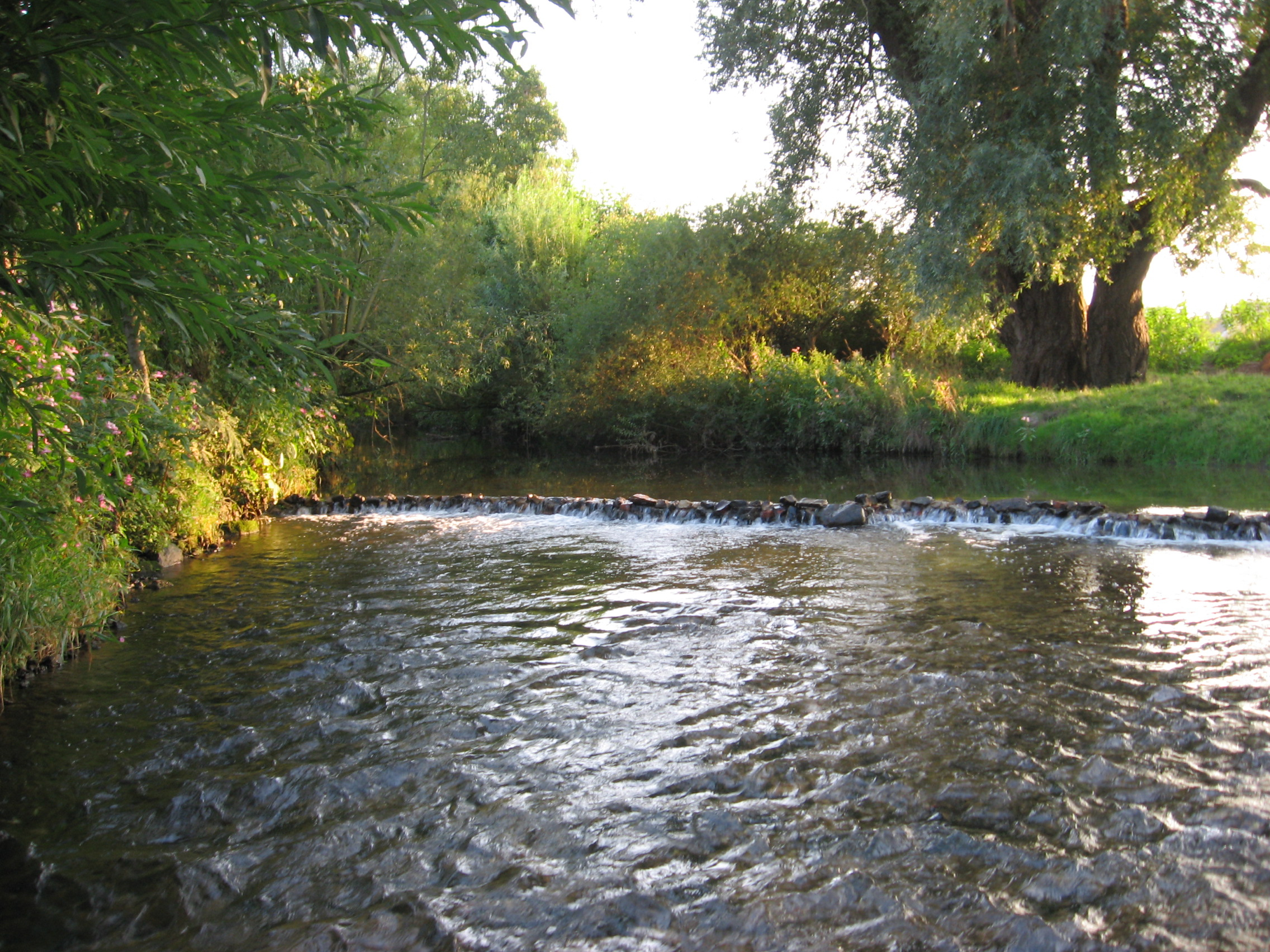
ラーゲのヴェレ川

### 水域
ヴェレ川が市内を南東から北西に貫いて流れている。市内の全域近くがこの水系に位置する。この川はヴェーザー川を経て北海に注ぐ。市内で何本かの小川がヴェレ川に合流するが、小川は専ら南側からヴェレ川に合流する。ピーフィツハイデ V.L.（デトモルト西部） から流れるレトラーガー・バッハ、ミュッセン地区から湧出するローテンバッハ川、ヘルプープ（エルリングハウゼン北東部）から湧出するハーフェンバッハ川などである。例外は市の北東部を流れるエッテルンバッハ川で、この川はまずベーガ川に注ぐ。ベーガ川はラーゲの市域北部をかすめて流れている。また、ヴァッデンハウゼン近郊やミュッセン近郊に多くの池や湖がある。これはかつて、あるいは現在まで行われてきた浚渫や礫・砂の採掘の名残である。

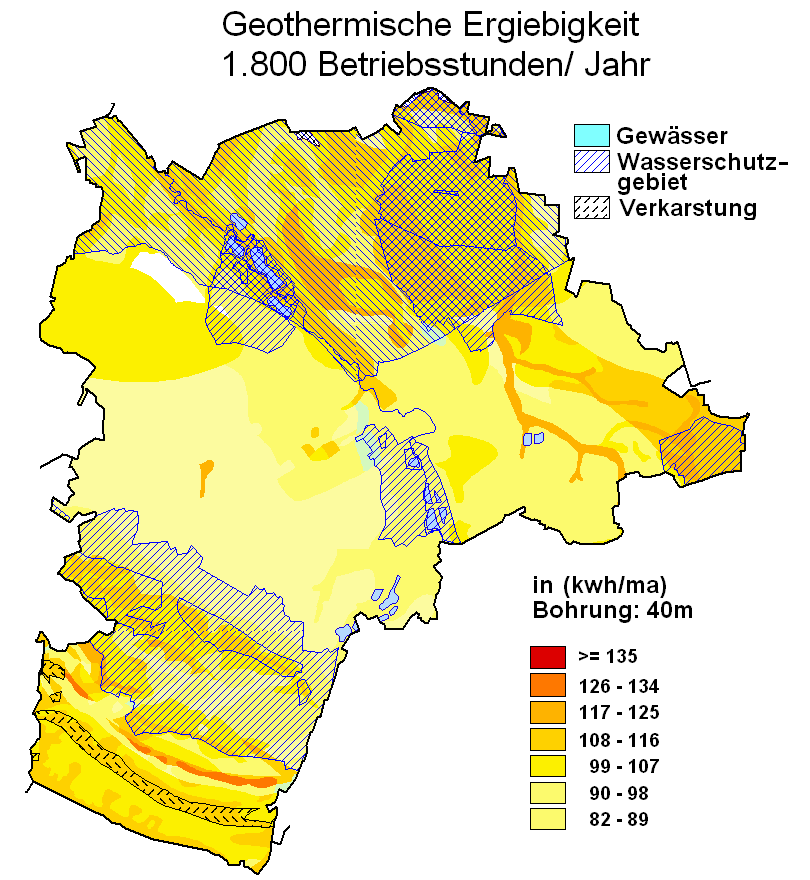
地熱分布図

### 地質学
ラーゲはオストヴェストファーレン丘陵に位置する。この丘陵地は、三畳紀、ジュラ紀、白亜紀の泥灰岩、石灰岩、砂岩で構成されている。1000 から 2000 m におよぶ厚さの堆積岩が多くの鞍部、盆地、地塁、地溝を形成している。深い場所には中生代の岩盤がある。市の北東部、中低山地の前山にあたる斜面や谷には、礫、砂、モレーン、黄砂がある。深くの地盤には岩塩や石膏が含まれている。
ラーゲの市域の地熱利用特性は場所によって大きく異なっている。地熱ゾンデによる地熱源や熱ポンプによる地熱採取が良好、あるいは大変に良好な場所はわずかである。その他の場所は、中等度や、散発的に貧しい環境にある（右図参照）。

### 地域の広がりと土地利用
ラーゲは小振りな中規模都市に分類され、面積は 76.02 km2 である。土地の多くの部分、すなわち 56.7 % が農業に利用されている。ノルトライン＝ヴェストファーレン州の他の都市と比較すると、ラーゲのこの数値はほぼ平均的である。森林は 17.2 % で、州平均よりもやや低い。住宅・空き地・産業用地は 14.5 % で、平均よりも高い値である。
| 土地利用用途別面積 | 農業用地 | 森林   | 住宅地・空地 産業用地 | 交通用地 | 水域  | スポーツ用地 緑地 | その他の用途 |
| ------------------ | -------- | ------ | --------------------- | -------- | ----- | ----------------- | ------------ |
| 面積 (km2)         | 43.09    | 13.06  | 11.18                 | 4.45     | 1.52  | 2.32              | 0.44         |
| 占有率             | 56.7 %   | 17.2 % | 14.7 %                | 5.8 %    | 2.0 % | 3.1 %             | 0.5 %        |

### 隣接する市町村
ラーゲは、北から時計回りに以下の市町村と境を接する。バート・ザルツウフレン、レムゴー、デトモルト、アウグストドルフ、エルリングハウゼン、レーオポルツヘーエ。

### 市の構成
ラーゲ市は以下の 15地区で構成されている。
| 地区名                       | 地区名        | 人口（人） | 地区図 |
| ---------------------------- | ------------- | ---------- | ------ |
| ビリングハウゼン             | Billinghausen | 1,889      |        |
| エーレントルプ               | Ehrentrup     | 2,968      |        |
| ハーゲン                     | Hagen         | 2,048      |        |
| ハルディッセン               | Hardissen     | 2,153      |        |
| ヘッダーハーゲン             | Hedderhagen   | 38         |        |
| ハイデン                     | Heiden        | 2,194      |        |
| ヘスロー                     | Heßloh        | 194        |        |
| ヘルステ                     | Hörste        | 2,712      |        |
| カハテンハウゼン             | Kachtenhausen | 1,867      |        |
| ケルンシュタット（中核市区） | Kernstadt     | 12,655     |        |
| ミュッセン                   | Müssen        | 3,042      |        |
| オールゼン                   | Ohrsen        | 1,200      |        |
| ポッテンハウゼン             | Pottenhausen  | 1,092      |        |
| ヴァッデンハウゼン           | Waddenhausen  | 2,263      |        |
| ヴィッセントルプ             | Wissentrup    | 631        |        |
| 計                           | 計            | 36,946     |        |

人口は、2012年12月31日現在

## 歴史
街の名前「Lage」は、元来はおそらく、森とヴェレ川の川原との間にある低地の、森のない湿った土地を示していたと推測されている。この地形に根ざした地名（かつてはしばしば前置詞と女性冠詞をつけて「to der Lage」と表記された。これは、現代ドイツ語では「nach der Lage」にあたる）は、その後次第にここに造られた集落の名前として通用するようになった。

### ラーゲの起源、マルクト教会聖ヨハン教会
1274年2月1日付けの文書中に、「Jordanus plebanis in Lagis 」という表現でこの集落について記述されている。この文書により、この村の聖職者が一種の終身年金を得ていたことが証明されている。1274年がラーゲの創設の年と見なされているが、だからといってこの年に街が造られたというわけではない。最初の記録が教会の収入に関わる内容であったことは意味深い。マルクト教会は、約 1000年もの間、ラーゲの発展に主要な役割を担っていた。その創設は、紀元1000年以前にまで遡る。これにより、カール大帝に率いられたフランク人は、非キリスト教徒のザクセン人が治めていた地域を支配したのである。その直後からこの異境の地で布教を行う努力が始まった。このための基本となる教会としてマルクト教会が創設された。その立地は慎重に選ばれた。ヴェレ川の徒渉地に直接面しているが、川から約 3 m 高い場所にある（洪水から免れる）肥沃な土地の真ん中に教会は建てられた。この場所は「ラーゲの原点」とも呼ばれる。ここは、現在のラーゲにあたる周辺地域への入植のいわば出発点となったのである。マルクト教会に周りには、初めは教区農地や農場群が造られ、次第に入植地が形成されていった。時代とともに、他の農場、古典的な家屋（木組み建築）や水車が建設された。

### 村から都市への発展
中世盛期には、この村は比較的多くの入植者が住む人気の入植地となった。その基盤となったのが、おそらく、ラーゲ市民の特別な特権であった。その特権はこの村に都市法が施行されることで明らかとなった。都市法施行によりさらに人口増加が加速した。上昇率は18世紀から19世紀の間に猛烈な勢いを示した。1823年のこの街の人口は、前世紀末に比べて 60 % も増加していた。この時代に住宅地が拡大し、中世の市域を越えて広がった。正式な都市として認定されたいという要望は強まっていった。このため、1817年から集中的な努力が傾けられ、最終的に1843年の都市権授与につながった。

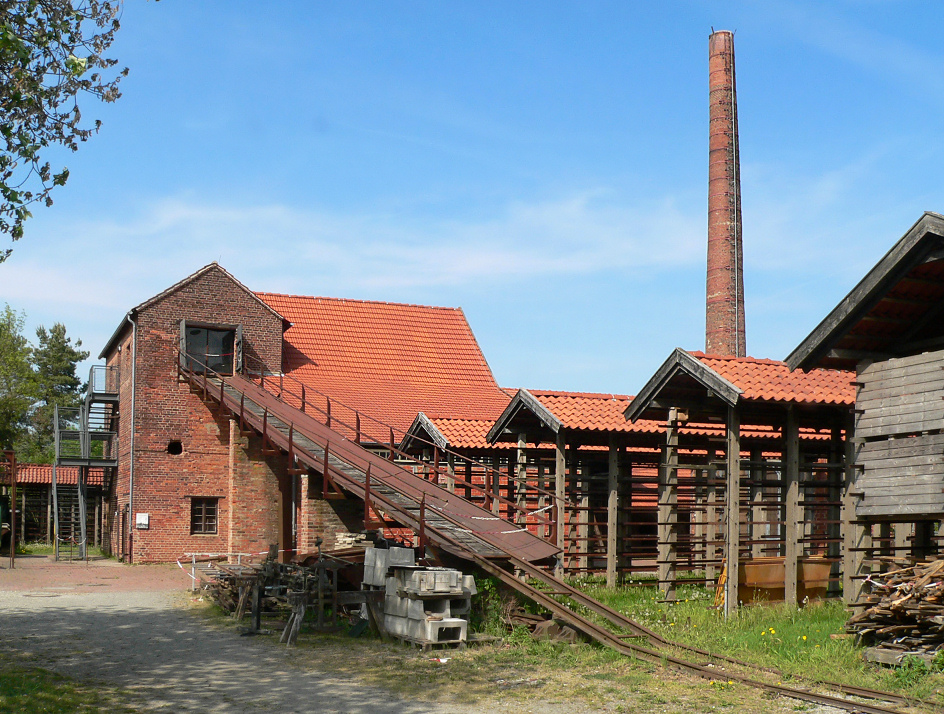
ラーゲ・レンガ工場

### 都市としてのラーゲ
18世紀および19世紀にはラーゲは、リッペの出稼ぎレンガ工の最も重要な集散地であった。ラーゲ・レンガ工場博物館は、特にこのテーマの歴史を扱っている。
19世紀以降、砂糖がこの街にとって重要な役割を果たした。毎年秋には、周辺地域から1884年に創設されたラーゲン製糖工場にリューベンヴァーゲン（テンサイ貨物車）が走っている。
陸上競技のスタジアム建設により、この街は1980年代以降「スポーツの街」と見なされている。スポーツセンター・ヴェレアンガーはドイツ陸上競技連盟 (DLV) の活動拠点となっている。

### 1979年の飛行機事故
1979年6月18日、ドイツ空軍の第71戦闘機隊の戦闘機 F-4「ファントム」が、訓練飛行中にハーゲン地区の民家に墜落した。この事故で、2人の乗員と 5人の住民が命を落とした。副操縦士の両親の家の上空で禁止されている挨拶飛行を試みたところ、再燃焼装置がうまく作動せず、この悲劇が引き起こされた。ただ、事故機が壊された家の床地面（一部地下室）に突き刺さった状態であったことが被害の拡大を防いだ。

### 交通の要衝としてのラーゲ
交通の乗り換え地点としてのラーゲの機能は重要である。ヴェレ川の徒渉地から様々な方面に車が走っていた古い貨物自動車は、近代的な連邦道や鉄道路線に置き換えられた。中世の、教会集落や市場町、後には都市法が整備された農民都市への発展は、交通の要衝としての機能が大きく寄与している。
現在、北東のレムゴーと南西のビーレフェルトとを結ぶ連邦道 B66号線と、北北西のバート・ザルツウフレンと南東のデトモルトとを結ぶ連邦道 B239号線が交差している。
上記の連邦道に沿って隣接する都市へ鉄道が走っている。

### 市町村合併
1969年12月2日のデトモルト郡の新設に関する法律の §1に基づき、1970年1月1日の同法の発効とともにそれまでのラーゲ市とビリングハウゼン、エーレントルプ、ハーゲン、ハルディッセン、ヘッダーハーゲン、ハイデン、ヘスロー、ヘルステ、ミュッセン、オールゼン、ポッテンハウゼン、ヴァッデンハウゼン、ヴィッセントルプおよびカハテンハウゼン（レムゴー郡）から新たな自治体が形成され、デトモルト郡に編入された。この自治体は、「ラーゲ」の名前を保持し、「Stadt」（市）の称号を付与された。これにより、旧カハテンハウゼンの一部はエルリングハウゼン市（レムゴー郡）に、旧ヘルステの一部はアウグストドルフに編入された。

## 住民

### 宗教

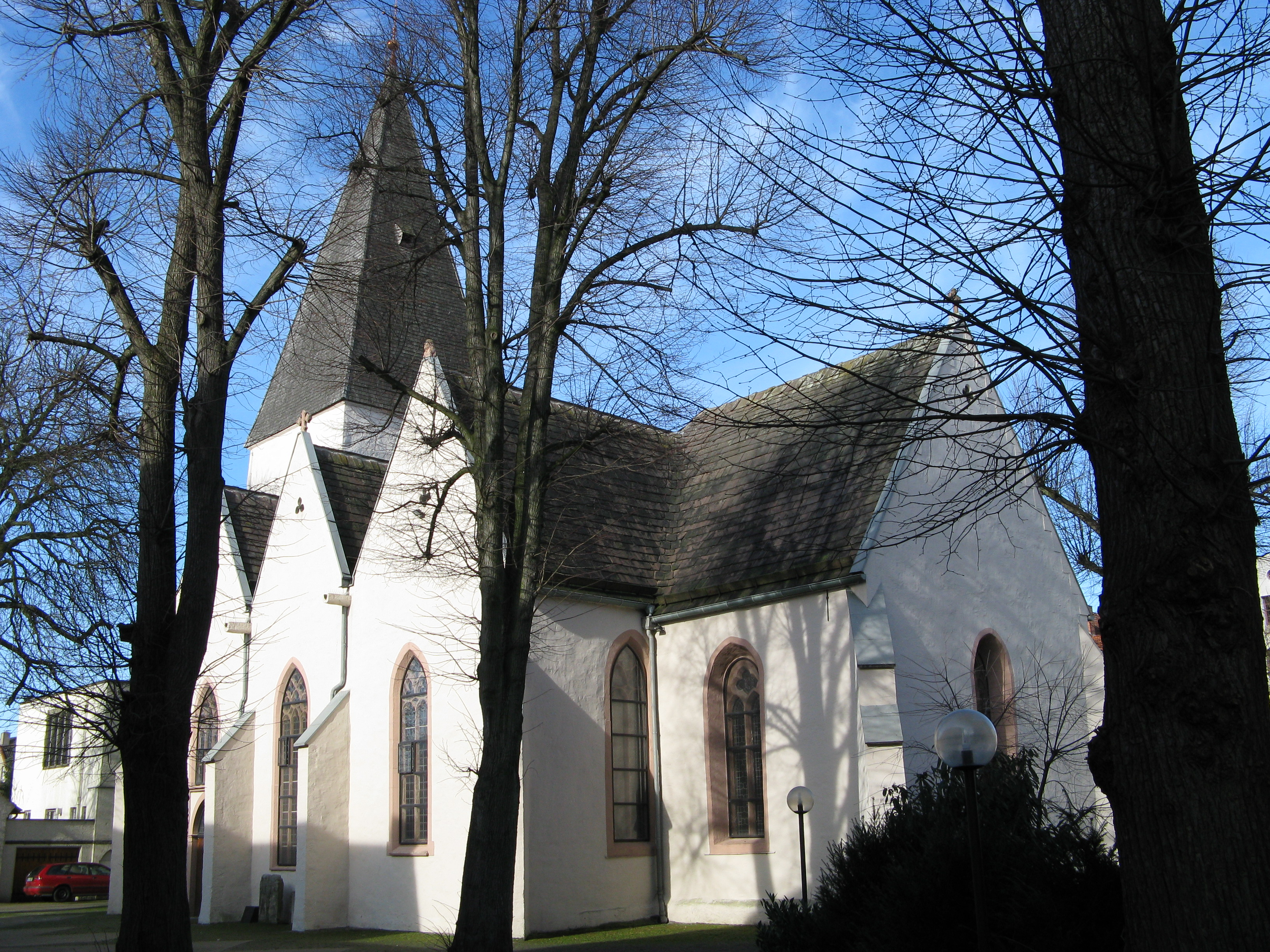
ラーゲのマルクト教会聖ヨハン教会

ラーゲには様々な宗派の多くの宗教団体が存在する。ラーゲはプロテスタント系住民が大勢を占めるリッペ郡に位置しており、福音主義の宗教組織が支配的である。
ラーゲ市には以下の宗教団体が存在している。
- 4つの福音主義改革派教会（リッペ地方教会）: ラーゲ、ハイデン、カハテンハウゼン、シュターペラーゲ＝ミュッセン
- リッペ地方教会に属す福音主義ルター派教会と、独立福音ルター派教会 (SELK) の福音主義ルター派教会がそれぞれ 1つずつ
- 4つのバプテスト教会、そのうち 1団体は福音主義自由教会連盟に加盟している。
- 2つのイスラム教会（DITIBのメフメト＝アキーフ＝モスク、IGMGのファーティス＝モスク）
- メノナイト教会
- ペンテコステ教会
- セブンスデー・アドベンチスト教会
- メソジスト教会
- ローマ＝カトリックの聖ペテロ＝パウロ教会
- 新使徒派教会（ドイツ語版、英語版）
- エホバの証人

特徴的なのは、比較的多くの自由教会組織が存在していることである。これは、1990年代の初めに自由教会の信者が多い独立国家共同体からの移住者が定住したためである。
現在の宗教分布を知る手がかりの一つが、学生に対する所属宗教団体の調査である。これによれば、62.6 % が福音主義、7.8 % がカトリック、4.8 % がイスラム教に所属した。12.8 % がその他の宗教団体に所属し、無宗教は 12.0 % であった

### 人口推移
| 年   | 人口（人） | 出典   |
| ---- | ---------- | ------ |
| 1970 | 30,949     | [ 11 ] |
| 1974 | 31,799     | [ 11 ] |
| 1977 | 31,929     |        |
| 1982 | 32,007     |        |
| 1987 | 31,668     |        |
| 1992 | 34,965     |        |
| 1997 | 35,846     |        |
| 2002 | 36,333     |        |
| 2007 | 35,753     |        |
| 2009 | 37,409     | [ 12 ] |
| 2010 | 37,272     | [ 13 ] |
| 2012 | 36,946     | [ 7 ]  |

1970年は1月1日、1974年は6月30日、その他は12月31日時点の数値である。

## 行政

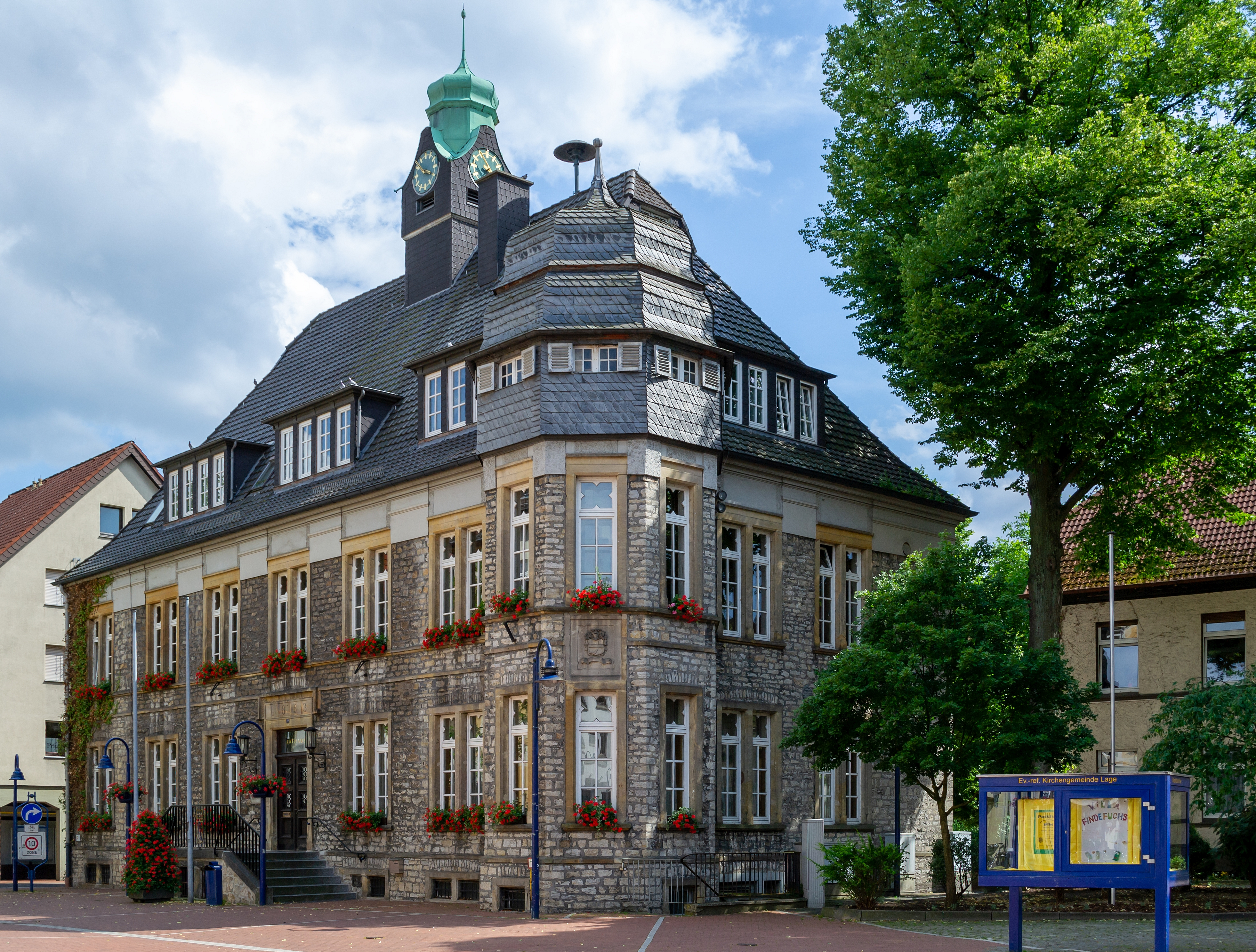
ラーゲ市庁舎

ラーゲは州議会議員選挙では、リッペ I 選挙区に属した。連邦議会選挙では、リッペ I 選挙区に属す。

### 市議会
2009年の選挙後、市議会は40議席からなる。これに議長として市長が加わる。

### 首長
ラーゲの市長はマティアス・カルクロイター (SPD) である。彼は2019年6月16日の決選投票で 61.23 % の票を獲得して当選した。彼の前任者クリスティアン・リープリヒト (CDU) は、2004年から2019年までこの街の市長を務めた。彼は、2004年10月10日の決選投票で 60.5 % の票を獲得して当選した。2009年には 55.2 % の票を得て再選された。さらにその前任者はヴィルフリート・ジークメラー (SPD) であり、1999年9月26日の決選投票で 50.6 % の票を得て当選した。

### 紋章
本市は、1970年7月3日の文書で紋章の使用を許された。
図柄: 市の紋章は、金地で、左（向かって右）に曲がった犂の鉄が青く描かれている。
1601年に初めて押された印章には、左曲がりの犂が描かれていた。1663年製の市庁舎の塔の紋章石には右曲がりの犂が描かれている。1956年に市庁舎の敷地内で左曲がりの犂を描いた紋章が見つかった。その2年前に市は、証明されている最も古い犂のデザインの印章を認められた。
第一次世界大戦後、ラーゲは赤と緑を市の色とし、その後使われる紋章には赤い横帯が描かれている。1933年、リッペの都市の色が新たに決められた。ラーゲは金色と青を選択した。本市は、1954年11月19日の文書によって紋章、印章、旗の使用を認められた。

### 姉妹都市
- ザンクト・ヨハン・イム・ポンガウ（ドイツ語版）（オーストリア、ザルツブルク州）
- ホーシャム（イギリス、ウェスト・サセックス）

ラーゲはザンクト・ヨハン・イム・ポンガウ市と1977年から友好的な都市関係を築いていた。約2年半毎に姉妹都市に特別列車を運行させた。550人までがこの旅に参加する。ラーゲの学生の多くがこの旅で初めてスキーを滑る。ザンクト・ヨハンの農民教会合唱団や市民音楽サークルはラーゲの射撃祭に参加する。
ホーシャムとは、1985年から定期的に市民の相互訪問を行っている。特にラーゲのギムナジウムと姉妹校との間では活発な交流が行われている。
1984年6月1日から2002年12月31日までアウグストドルフの第214機甲大隊と支援関係を結んでいた。この関係は、同大隊の駐屯25周年を契機として結ばれた。1997年12月4日にこの支援関係は強化され、支援関係の盾が手渡された。この支援関係は、大隊の退役に伴って解消された。

## 文化と見所

### 建造物

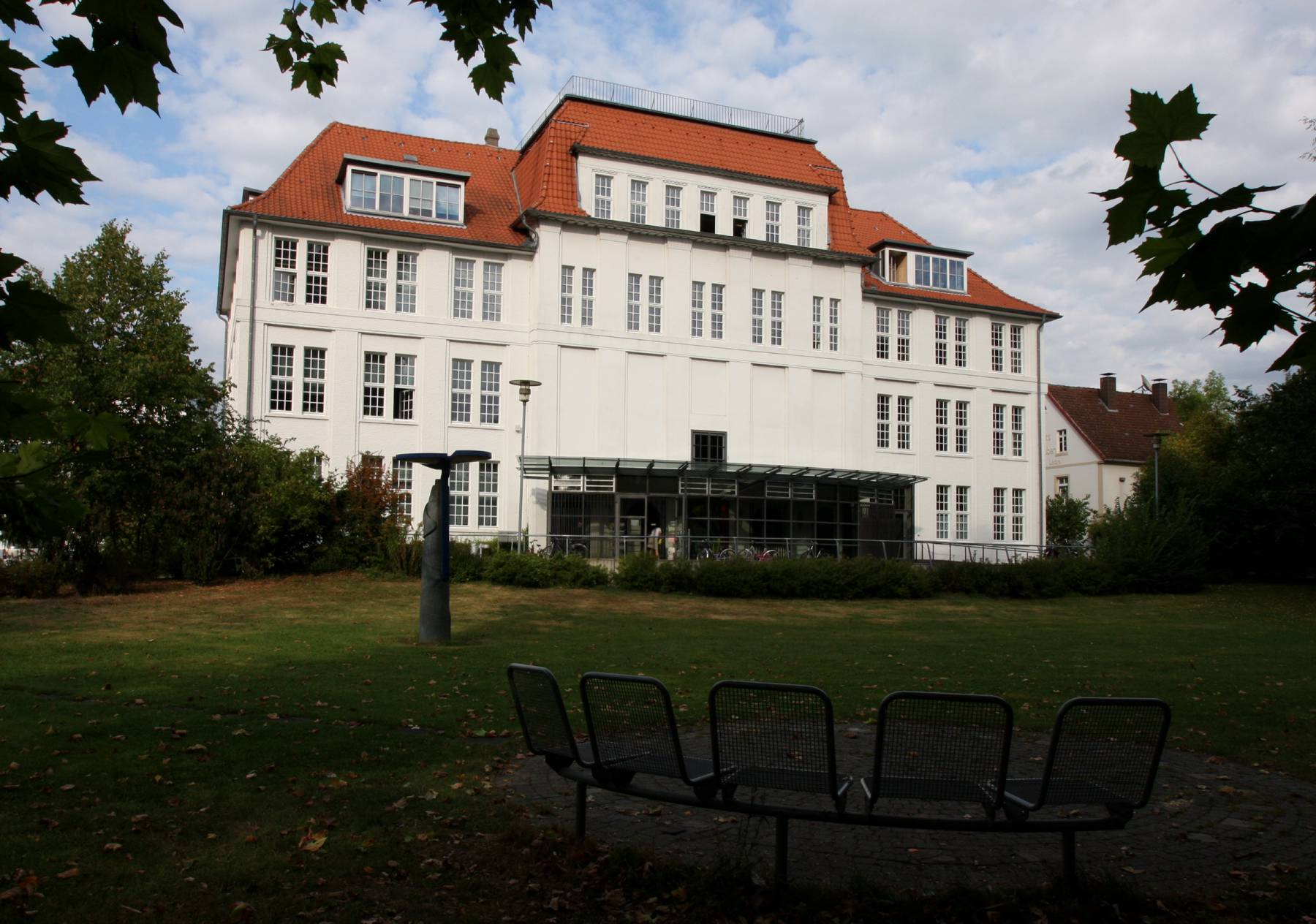
工業専門学校

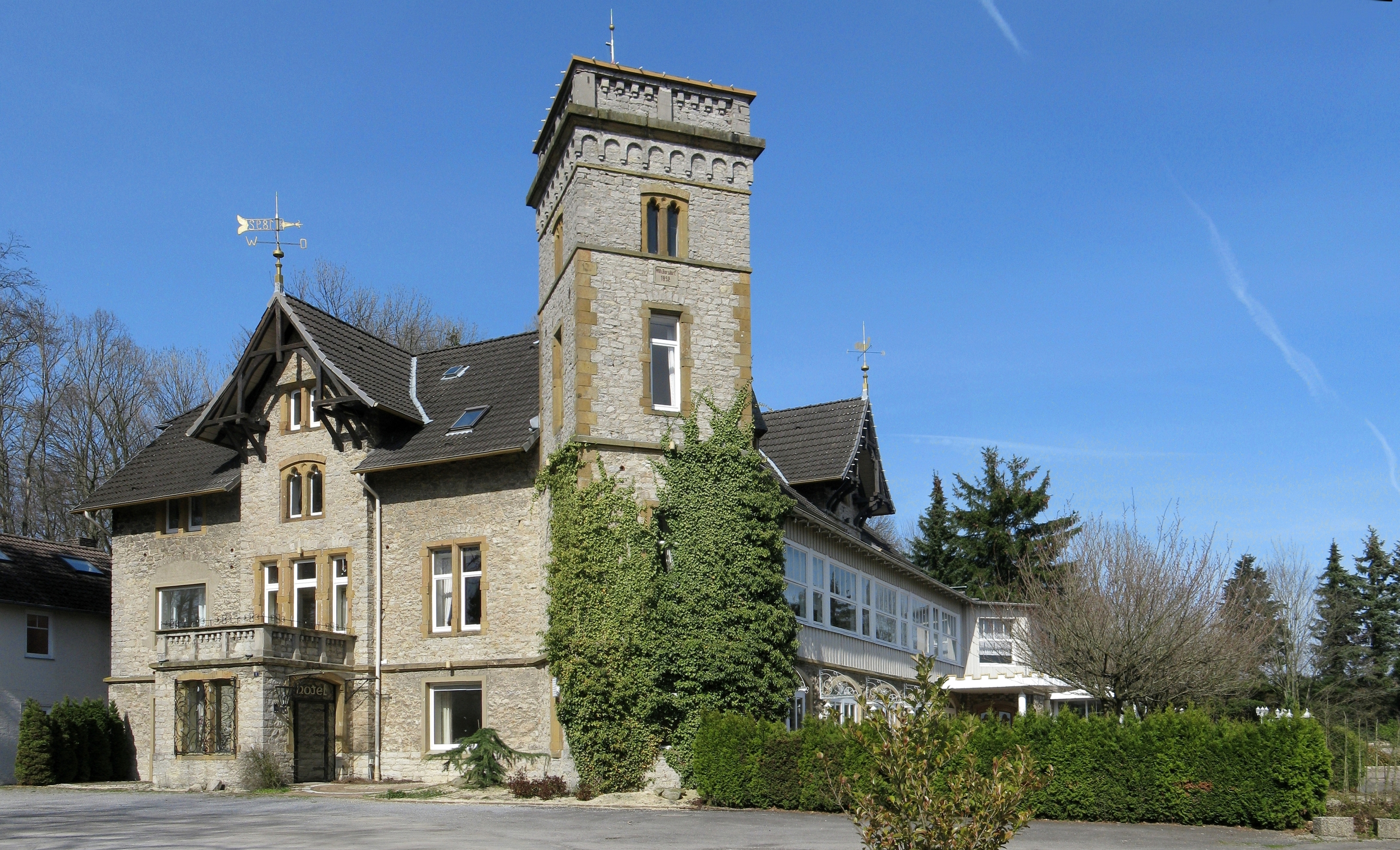
ヴィルヘルムスブルク

マルクト教会の聖ヨハン教会
この教会は 10世紀に創建され、ロマネスク様式の単廊式教会に拡張された。15世紀に現在の後期ゴシック様式の三廊式ホール教会に改築された。1518年のマリアのグロッケは、リッペ地方で最も古い教会グロッケの一つである。

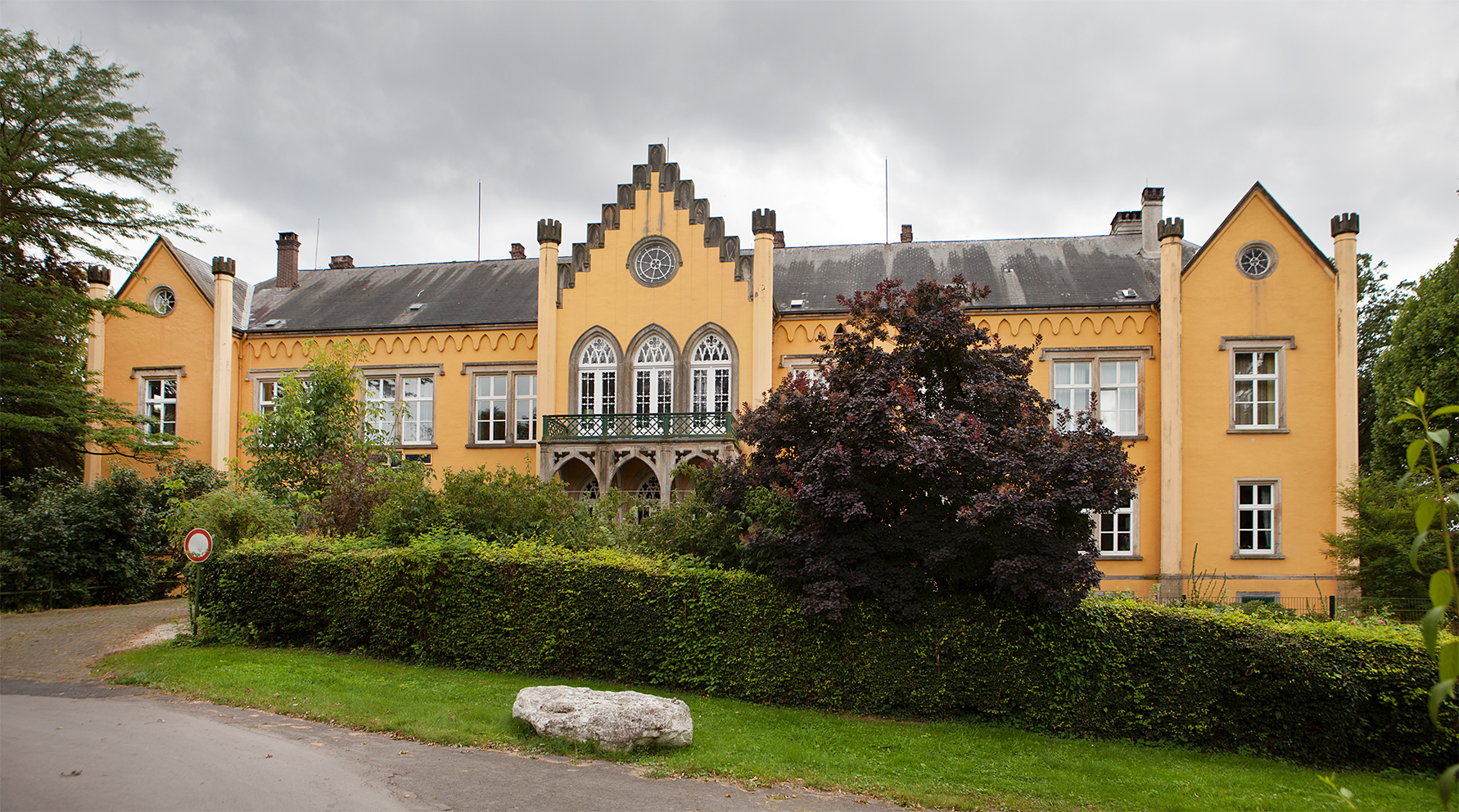
イゲンハウゼン城
このネオゴシック様式の領主館は、千年紀の替わり目頃にコルヴァイ修道院から獲得された。この城館は私邸であり、外観だけ見学することができる。この城館は、中世のトゥルムヒューゲル跡に建てられており、環状壁の一部が遺されている。

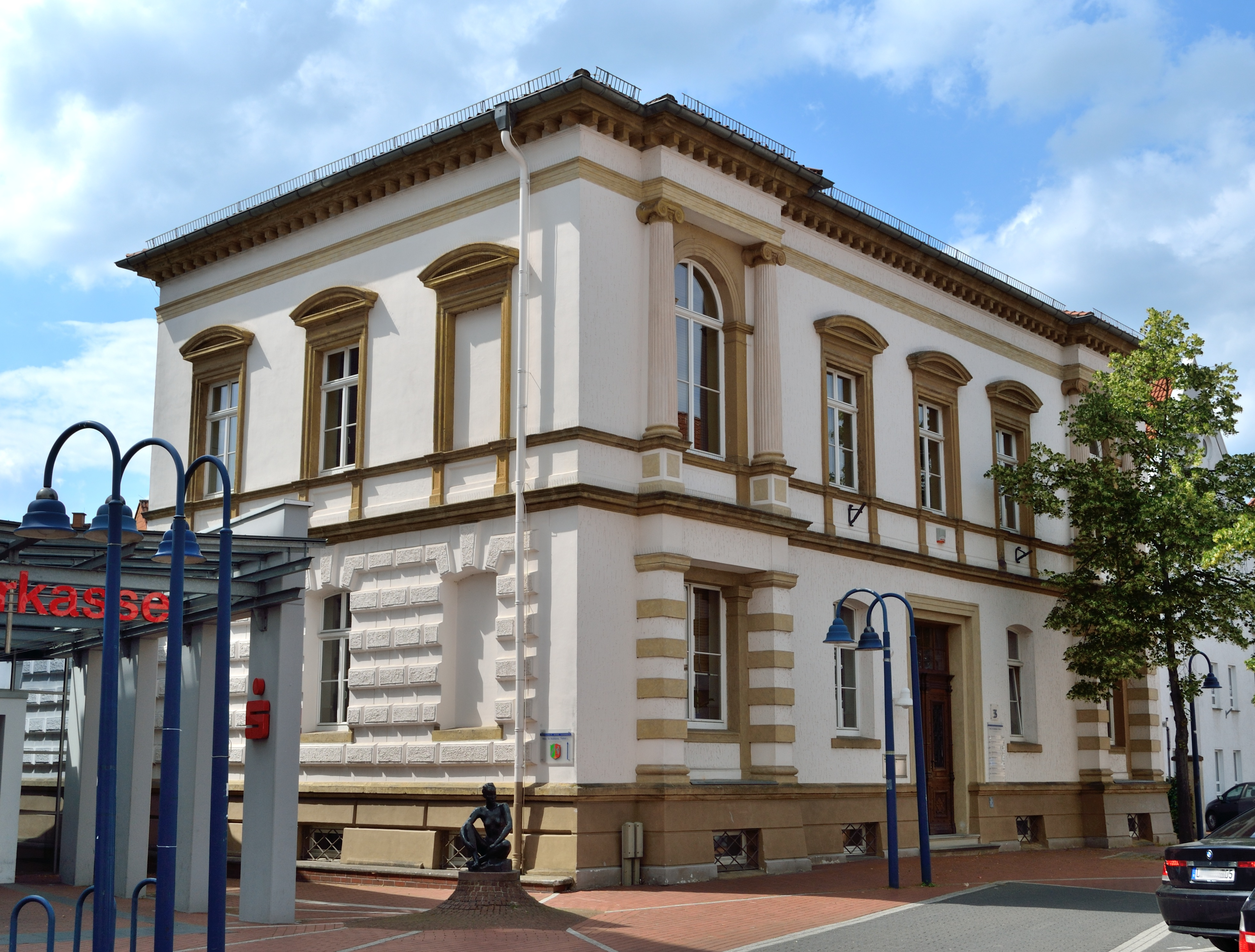
旧区裁判所
1879年から1881年にかけて古典主義様式で建設された。1979年にこの区裁判所は閉鎖され、建物は新たな用途に転用された。現在は弁護士組合が入居している。
旧拘置所
プラス通りの小さな農家風の様式の建物。主に区裁判所での審議の期間中、被告人を収容するために用いられた。現在は博物館的な性格をもつ。
市庁舎
1863年にネオゴシック様式で建設された。1904年/05年に階層が増築され、ユーゲントシュティール様式に改築された。
ラーゲ工業専門学校
1925年に新古典主義様式で建設された。1971年からリッペ専門大学、現在のオストヴェストファーレン＝リッペ大学に統合された。しかし、10年後にラーゲ・キャンパスは閉鎖された。1988年、この建物は保護文化財に指定され、1993年に市が買い取り、改築、修復を行った。この旧工業専門学校には、1995年からラーゲ市立音楽学校、ラーゲ＝ヴェスト市民大学、ドッチ協会が入居している。
ヴィルヘルムスブルク
1892年にヴィルヘルム・ボルスドルフ男爵によって皇帝や国家に対するかつての熱狂を考慮して旅人の宿として建設された。ハイキングの目的地として人気のこの建物は、中世の砦を彷彿とさせる。この建物はラーゲの市の森の辺縁部に位置する高台に建てられており、トイトブルクの森やリッペ山地を望む見事な眺望が得られる。現在ヴィルヘルムスブルクには大きなアジア料理のレストランが入居している。
民家
かつて市の中核部を形作っていた数多くの木組み建築のうち、遺されているのはごくわずかだけである。その中で最も古いものの一つが、1648年の記録があるゼップマン邸（ベルク通り 23番地）である。この建物は銘によれば、1648年に建設され、1922/23年に全面的に修復された。同じ頃から使われているオフィス建築がランゲ通り 64番地に遺されている。この建物は、1640年から1650年頃に建設され、1912年に改築された。この他の木組み建築はリーエン通りにある。同6番地の家（「クライナー・シュレーダー」）は、1700年頃の建築である。32番地の建物は1658年の建築である。両者はともに玄関の掘り出し部を持つ。リーエン通り43番地の建物は、これよりわずか数年後の1663年の建物である。
批評家は、つい最近になるまでラーゲ内市街の歴史的建造物に対して慎重な施策がなかったとしてこの街を批判している。たとえば、1658年建造の保存状態の良好な木組み建築であったブリンクマン邸は、1983年に「西門」と呼ばれる新しい建築群のために解体された。この建物はすぐにハイデンシャー通りに再建されたが、オリジナルの建築資材はほぼ完全に失われ、再利用された古い梁はわずかであった。こうして保護文化財としての主要な特性を喪失したにもかかわらず、この建物は従前通りラーゲ市の文化財リストに含まれている。
最も重要で最も古い世俗建築の一つが、2004年まで「アルテ・ブルク」と呼ばれていたフリードリヒ＝ペトリ通りの建物であった。この建物は、元々は代官所として使われていた。この建物は年輪年代学の成果によれば1618年の建造であった。しかし、必要不可欠な保護策である市による所有と保護文化財への登録はなされず、結局老朽化のため解体された。
- ベルク通り23番地ゼップマン邸
- ランゲ通り64番地
- リーエン通り6番地「クライナー・シュレーダー」
- リーエン通り43番地
- 再建されたブリンクマン邸

### 博物館
ヴェストファーレン工業博物館レンガ工場ラーゲは市の中心部の北、ハーゲン地区にある。この博物館には、工業化以前のレンガ造りも機械化されたレンガ造りも展示されている。さらにリッペの出稼ぎレンガ工の生活や仕事なども展示している。展示の他、子供のための特別体験イベントもある。

### 演劇
市の公民館では、2007年から演劇集団「LaBüVISION」が公演を行っている。彼らは、コメディー、ドラマ、メルヘン、その他の演劇ジャンルを上演している。

### 音楽
ラーゲ音楽学校は1981年に設立され、1995年から旧工業専門学校に入居している。800人の生徒が、25人の教師によってクラシック音楽、ジャズ、ポピュラー音楽の基礎教育、楽器、歌唱、アンサンブルの教育が行われている。前座演奏から、学生コンサート、「ムジーク・トゥート・グート」シリーズまで年間約80回のイベントが開催されている。
2005年から毎月最終木曜日に、「ブリンクマンシェ・ハウスのジャズカクテル」が開催される。これらのコンサートでは、ジャズ、シャンソン、ポップスの小編成（デュオやトリオ）と歌のコンサートが行われている。
男声合唱団リーダーハイム・ラーゲは1889年に設立され、現在22歳から80歳くらいまでの約 35人の活発な団員を擁している。レパートリーは主にクラシックの合唱音楽であるが、世界的に流行したポピュラー音楽やポップ・ミュージックも演奏する。こうした音楽活動の他に、MGVリーダーハイムは1960年から毎年大規模な謝肉祭集会を開催している。この集会は、連帯的・地方政治的色彩によって市外でも知られている。

### 公園
市立平和公園は、広さ約 2.1 ha で、旧中核市街の北東端に位置している。この公園は、かつての福音主義教会の墓地を整備し、1956年に造られた。公園は石灰石の壁で囲まれている。西端に世界大戦の犠牲者のための記念碑がある。この他に、いくつかの墓石が遺されている。この公園は自由に立ち入ることができる。

### 自然文化財

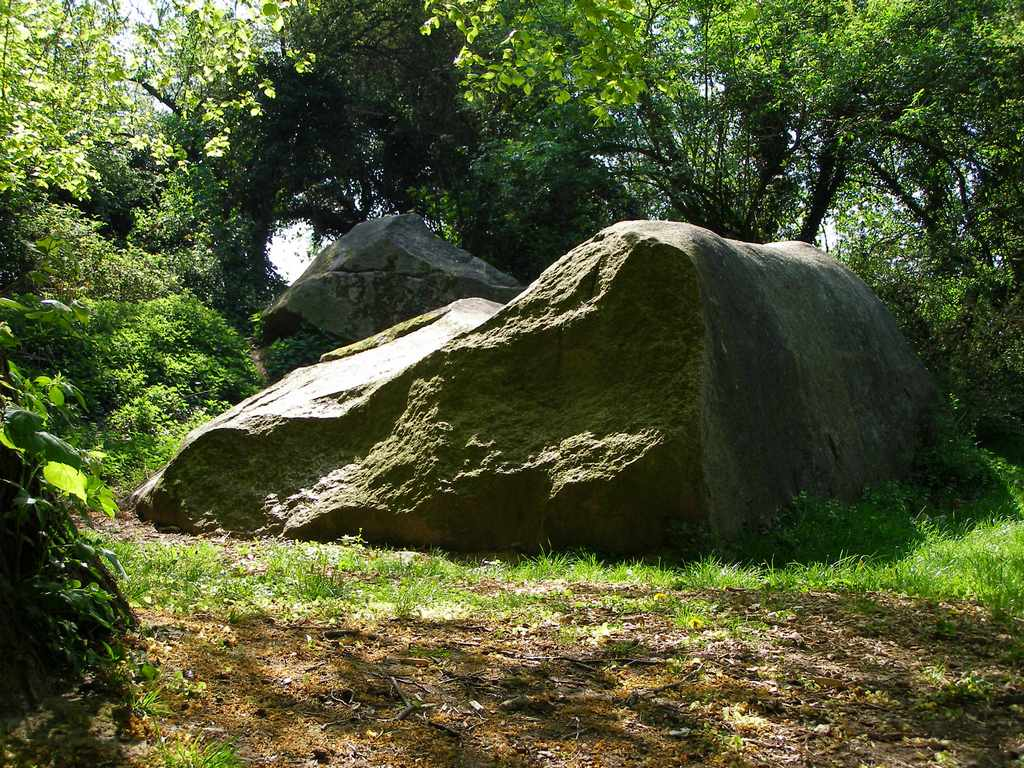
ヨハニス石

ヨハニス石はB239号線でデトモルト方面へ向かって本市を出るその右側にある。これは、2つの大きな花崗岩を中心とする迷子石群で、氷期の氷河によって現在の場所まで運ばれた。最大の岩は、長さ6.20 m、幅 5.50 m で、重さは約 200 t ある。ある岩は正確に南北を向いており、別の岩がこれに対して直角に位置している。この2つの岩の周囲には小さな迷子石や断片が存在している。岩に刻まれた二つの正確な五角形の穴は、おそらく、先史時代のもので、冬至の太陽の位置を正確に示す棒を差し込むことができた。他の至点についてもヨハニス石によって知ることができたため、ヨハニス石は紀元以前の時代には一種のカレンダーとして用いられていた。さらに15の刻み目がある。数世紀の間にこの岩石群は堆積する土に埋もれていたが、おそらく1768年に発見された。

### スポーツ
- LC ラーゲ: バレーボール、ビーチバレーボール[28]
- TuS ミュッセン＝ビリングハウゼン: 約 1,000人の会員を擁するこのクラブはハンドボール、レジャースポーツ、カーニバルの部門で構成されている。
- TG ラーゲ: 1862年にトゥルンゲマインデ・ラーゲ（ラーゲ体育クラブ）という名称で創設された。TG ラーゲには約 1,000人の会員がいる。このクラブは特にトライアスロンの成功により地域を超えて知られている。個人種目で見出しを飾る選手を輩出するほか、団体部門でも第1チームが2007年にトライアスロン=レギオナルリーガに進出する活躍を見せている。
- SuS ラーゲ: サッカー、柔道、バドミントン、器械体操、空手
- RSV ヘルステ・フォン 1920 e.V.: サッカー、空手、卓球、器械体操、バレーボール、ランニング、ノルディックウォーキング
- TuS v. 1913 カハテンハウゼン e.V.: 1,500人の会員を擁するこのクラブはカハテンハウゼン地区にある。テニス、バドミントン、器械体操、サッカーの部門がある。
- BSVミュッセン: ミュッセン地区にある会員数 500人のクラブ。サッカー、徒手体操、器械体操、ジャズダンスの部門がある。
- GHSV ラーゲe.V.: イヌを使ったスポーツのクラブ。警護、従順、アジリティといった部門がある。アジリティ部門の会員は、定期的に認定レースや世界選手権に参加している。ラーゲ＝ミュッセンのフンデプラッツでは、ベルギーのEmiel VervoortやスロヴェニアのSilvia Trkman（2003年と2005年のアジリティ世界チャンピオン）といった国際的プレーヤーによるセミナーが開催されている。
- LG ラーゲ＝デトモルトはドイツで最も古い陸上競技クラブである。LG ラーゲ＝デトモルトは1963年に SuS ラーゲと トゥルンゲマインデ・ラーゲから設立された。設立当時は「LG ラーゲという名称であった。このクラブは、2007年のベルリンマラソンでドイツ人女子2位となったジルヴィア・クルルをはじめ長距離の強い選手を輩出している。

### 年中行事
毎年3月の第2週末に、ラーゲの人々は、教会祭とともに春の市を祝う。5月の第3土曜日には、花と鉢の市がある。6月の第1週末は、農民市である。10月の第1週末には、ポッテンハウゼン地区で教会祭を伴うラインホルディ市が開催される。10月の最終週末は、内市街の教会祭を伴うマルティーニ市である。その1週間後にはヘルステ地区の教会祭がある。12月には、ラーゲのマルクト広場で一連の文化イベントを伴うクリスマスマーケットが開催される。

## 経済と社会資本

### 交通

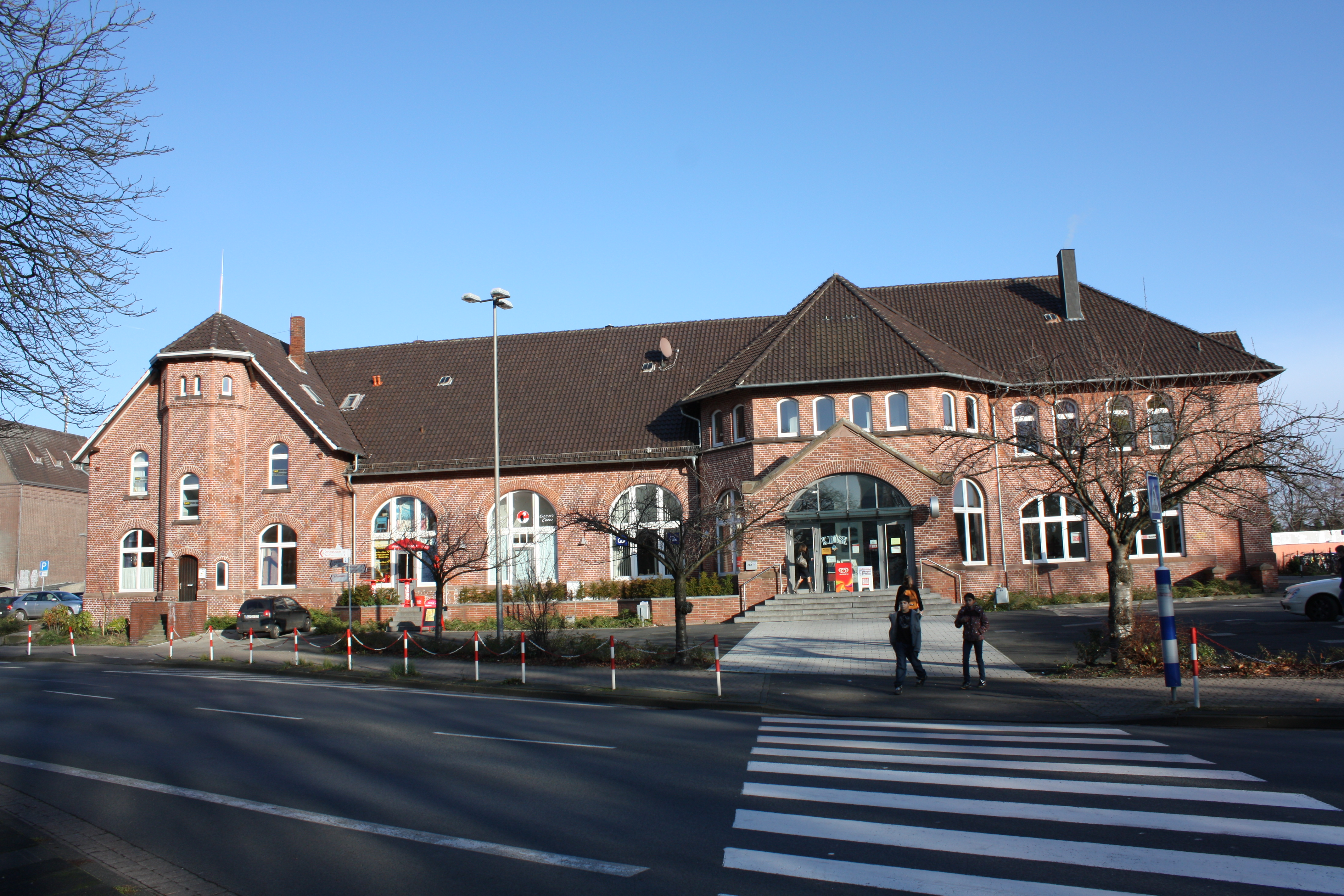
ラーゲ (リッペ) 駅

#### 鉄道とバス交通
ラーゲ (リッペ) 駅は、ヘルフォルト - アルテンベーケン線とベーガタール鉄道とが交差する駅である。この立地条件は 1970年代までこの都市にとって大きな経済的役割を演じた。それは、この小都市にしては異例に広い駅の敷地に反映されている。鉄道貨物交通の衰退に伴って、本市はその役割を喪失した。ヴァッデンハウゼン地区は、バート・ザルツウフレンとの市境に位置するジルバッハ駅を介してヘルフォルト - パーダーボルン間の路線に直接アクセスできる。この駅はホルツハウゼン（バート・ザルツウフレン市内）の地域内にあり、隣の運賃地域に属している。
旅客交通は、おおむね1時間毎に運行している。
- レギオナルバーン RB 72「オストヴェストファーレン鉄道」ヘルフォルト - ラーゲ (リッペ) - ドルトムント - アルテンベーケン - パーダーボルン（ジルバッハにも停車する）
- RB 73「デア・リッパーレンダー」ビーレフェルト - ラーゲ (リッペ) - レムゴー
- レギオナルエクスプレス RE 82「デア・ライネヴェーバー」ビーレフェルト - ラーゲ (リッペ) - デトモルト - アルテンベーケン

旅客鉄道交通は、FLIRT型電車を使ったヴェストファーレン鉄道とタレント型気動車を使ったオイロバーンによって運行されている。
レムゴー（748号線）、デトモルト（750号線）、エルリングハウゼン（769号線）へ定期的な地方バス路線が運行されている。市内路線（748号線、ヴァッデンハウゼン行き 749号線、951号線）はおおむね 1時間毎に運行されている。951号線は、ミュッセン、ビリングハウゼン、シュターペラーゲ、ヘルステを経由し往来しており、バス会社「ヴェルハウゼン GmbH & Co KG」によって運営されている。
本市は地方運賃連盟「デア・ゼクサー」（OWL交通 GmbH）の運賃適用地域に位置している。この他に NRW運賃もある。

#### 道路交通
連邦道 B239号線と B66号線がラーゲで交差する。

#### 自転車交通
自転車道「ウェルネス自転車ルート」、「バーンラートルート・ヴェーザー＝リッペ」、「バーンラートルート・ヘルヴェーク＝ヴェーザー」が市内で交差している。

### 地元企業

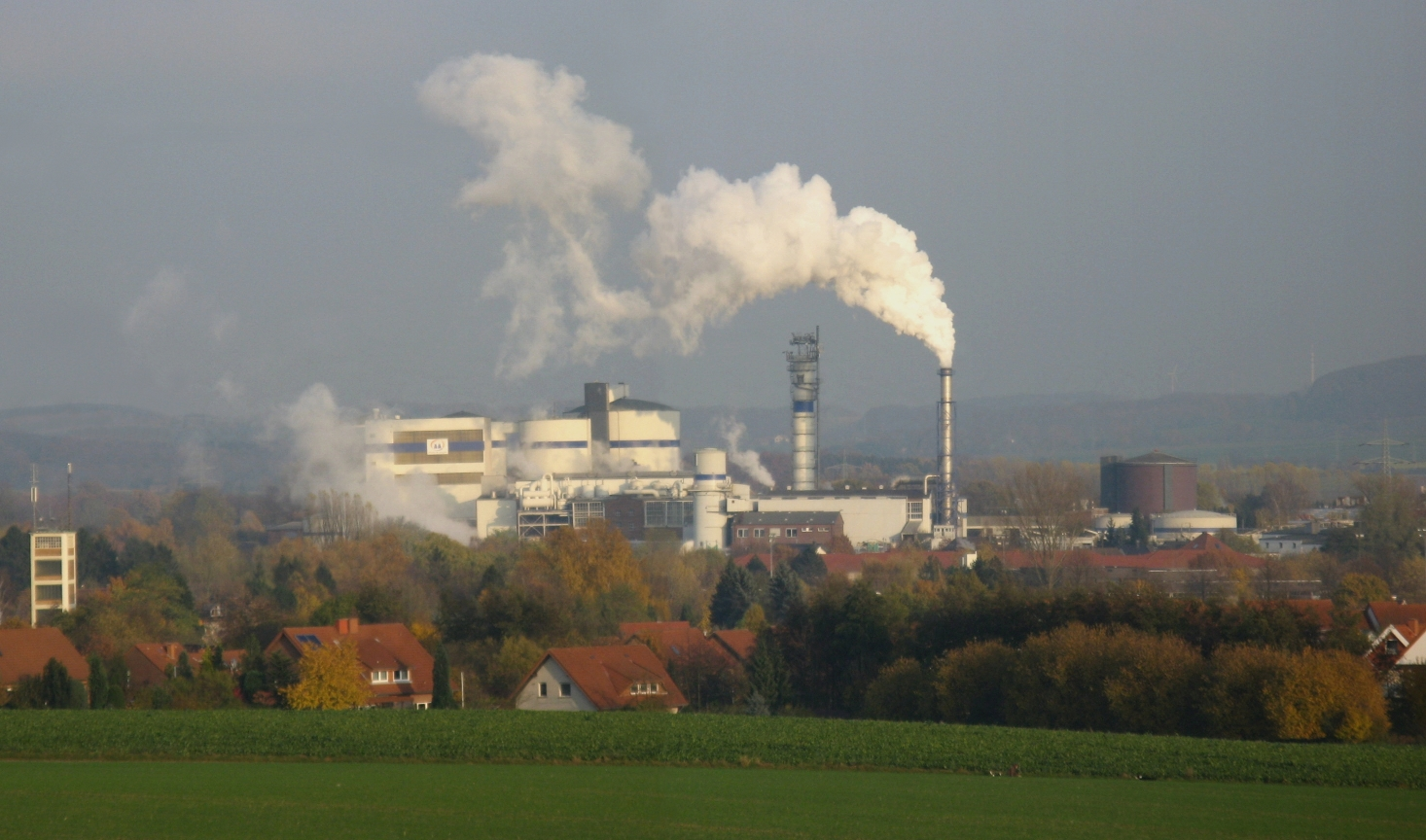
ラーゲ製糖工場

ラーゲの製糖工場は 1883年に創設された。この工場は、プファイファー＆ランゲン社の所有である。この製糖工場は、オストヴェストファーレン＝リッペ地方全体で最も古い企業である。この工場では精白糖と白糖を生産しており、コカ・コーラなどの大企業に納入している。この工場は、一時労働者を除いて 70人の従業員が一日あたり 7,500 t のテンサイを加工している。この他の大きな企業には、エーレントルプに本社を置きケールの缶詰を販売する缶詰工場のリッパーラント・コンゼルヴェンがある。

### メディア
日刊紙「リッピシェランデス＝ツァイトゥング」 はラーゲにオフィスを有しており、毎日少なくとも1面についてその責任を負っている。この他に広報紙「リッペ・アクトゥエル」 や「ポスティロン」 がある。
民間放送のラジオ・リッペは、リッペ郡のローカルニュースやお知らせを放送している。WDRスタジオ・ビーレフェルトのデトモルト地域オフィスは、郡の公共放送を代行している。

### 公共機関
ラーゲ市施設局は市の上水・ガス供給を担っている。このために施設局は、174 km のガス管網 と 375 km の水道管網を管理している。水圧や貯水量を維持するために、3つの加圧ステーション、合わせて 3,000 m3 の貯水量を持つ 8つの高架水槽を運営している。
ラーゲ市には、1873年から自衛消防団がある。この消防団は、6つの消防隊または消防グループからなる。これらはそれぞれ消防署を有しており、市内すべての地区を管轄している。
ラーゲ市立図書館は、実用書や小説の他、オーディオブックやCD-ROMのようなメディアの貸し出しも行っている。

### 教育
ラーゲ市は、学校の経営者として、9校の基礎課程学校、1校の本課程学校、1校の中等学校、1校の実科学校、1校のギムナジウム、学習養護を重点とするラーゲ市の養護学校であるアルベルト＝シュヴァイツァー＝シューレ、市立音楽学校を運営している。
さらにラーゲには、リッペ郡が運営する言語障害者のためのイルメーラ＝ヴェント＝シューレがポッテンハウゼン地区にある。
2012年10月15日現在、本市には、278人の教師と 3,650人の生徒・児童がいる。このうち 39.3 % が基礎課程学校、13.0 % が本課程学校、18.2 % が実科学校、20.6 % がギムナジウム、9.0 % が養護学校に所属している。
学校以外の教育施設は、ラーゲ市立音楽学校のコース、リッペ＝ヴェスト市民大学、その他の公共あるいは民間の運営するコースやセミナーなどがある。

ヴェレアンガー学校センター

## 人物

### 出身者
- フリッツ・ブラハト（ドイツ語版）（1899年 - 1945年）NSDAPのオーバーシュレジエン（ドイツ語版）の大管区指導者

## 引用・参照
1. ↑  Bevölkerung der Gemeinden Nordrhein-Westfalens am 31. Dezember 2023 – Fortschreibung des Bevölkerungsstandes auf Basis des Zensus vom 9. Mai 2011
2. ↑  Max Mangold, ed (2005). Duden, Aussprachewörterbuch (6 ed.). Dudenverl. p. 495. ISBN 978-3-411-04066-7
3. ↑  Geowissenschaftliche Gemeindebeschreibungen NRW: Lage（2014年7月21日 閲覧）
4. ↑  Erdwärme nutzen: Geothermiestudie liefert Planungsgrundlage Archived 2005年9月14日, at the Wayback Machine.（2014年7月21日 閲覧）
5. 1 2  ノルトライン＝ヴェストファーレン州情報・技術局 Kommunalprofil Lage, Stadt（2014年7月21日 閲覧）
6. 1 2  Hauptsatzung der Stadt Lage vom 5. November 2009（2014年7月21日 閲覧）
7. 1 2  Stadt Lage Einwohnerstatistik 2012, p. 6（2014年7月22日 閲覧）
8. ↑  Erinnerungen an Phantom-Absturz, Lippe Aktuell 2010年11月13日付け（2014年7月26日 閲覧）
9. ↑  デトモルト郡の新設に関する法律（2014年7月26日 閲覧）
10. ↑  ノルトライン＝ヴェストファーレン州データ管理・統計局: Schüler an allgemein bildenden Schulen in NRW nach der Religionszugehörigkeit
11. 1 2  Die Gemeinden und Kreise nach der kommunalen Gebietsreform in Nordrhein-Westfalen. Deutscher Gemeindeverlag, Köln 1975, ISBN 3-555-30092-X, pp. 112 - .
12. ↑  Stadt Lage Einwohnerstatistik 2009 (PDF; 809 kB): p. 6 （2014年7月26日 閲覧）
13. ↑  Stadt Lage Einwohnerstatistik 2010 (PDF; 1.4 MB): p. 5（2014年7月26日 閲覧）
14. ↑  ノルトライン＝ヴェストファーレン州選挙管理委員会: Kommunalwahlen - Kommunalwahlen am 30.08.2009 - Wahl der Räte der kreisangehörigen Gemeinden - Lage, Stadt（2014年7月26日 閲覧）
15. ↑  “Bürgermeisterstichwahl - Europawahl / Wahl des/der Bürgermeisters/in 2019 in der Stadt Lage - Gesamtergebnis”. 2020年5月23日閲覧。
16. ↑  ノルトライン＝ヴェストファーレン州選挙管理委員会 Kommunalwahlen - Kommunalwahlen 2004 - Wahl der Bürgermeister(innen) der kreisangehörigen Gemeinden - Lage, Stadt（2014年7月26日 閲覧）
17. ↑  ノルトライン＝ヴェストファーレン州選挙管理委員会: Kommunalwahlen - Kommunalwahlen am 30.08.2009 - Wahl der Bürgermeister(innen) der kreisangehörigen Gemeinden - Lage, Stadt
18. ↑  ノルトライン＝ヴェストファーレン州選挙管理委員会: Kommunalwahlen - Kommunalwahlen 1999 - Wahl der Räte und der Bürgermeister(innen) der kreisangehörigen Gemeinden - Lage, Stadt（2014年7月26日 閲覧）
19. ↑  Zum Abbruch und anschließenden Wiederaufbau siehe: Heinrich Stiewe: Die "Vernichtung" eines Baudenkmals. In: Der Holznagel, Extra-Ausgabe, Dezember 1984, pp. 25–38
20. ↑  Näheres zur Geschichte der Alten Burg in Lage siehe: Heinrich Stiewe: "Alte Burg" und "Freier Hof" in Lage. Zur Bau- und Nutzungsgeschichte eines ungewöhnlichen Fachwerkhauses. In: Heimatland Lippe, 85. Jahrgang, Ausgabe September 1992, pp. 242–248
21. ↑  LWLIndustriemuseum in Lage（2014年7月27日 閲覧）
22. ↑  Freies Theater LaBüVISION（2014年7月27日 閲覧）
23. ↑  Musikschule Lage（2014年7月27日 閲覧）
24. ↑  JazzCocktail im Brinkmannschen Haus（2014年7月27日 閲覧）
25. ↑  Lipperland.de: Friedenspark / Lage（2014年7月29日 閲覧）
26. ↑  LWL Geodaten Kultur:  Friedenspark Lage（2014年7月29日 閲覧）
27. ↑  Johannissteine / Lage（2014年7月29日 閲覧）
28. ↑  LC Lage（2014年7月29日 閲覧）
29. ↑  DIAMANT - Zuckerfabrik Lage（2014年8月2日 閲覧）
30. ↑  LIPPERLAND - Qualitätsgrünkohl mit Tradition（2014年8月2日 閲覧）
31. ↑  Lippische Landes-Zeitung（2014年8月2日 閲覧）
32. ↑  Lippe Aktuell（2014年8月2日 閲覧）
33. ↑  Postillon（2014年8月2日 閲覧）
34. ↑  Stadtwerk Lage - Das Erdgas-Netzgebiet der Stadtwerke Lage（2014年8月2日 閲覧）